# Michaela Kastel
Michaela Kastel (* 1987 in Wien) ist eine österreichische Schriftstellerin.

## Leben
Michaela Kastel wuchs in Niederösterreich auf. Nach dem Abschluss an einer katholischen Privatschule begann sie Rechtswissenschaft, Germanistik und Skandinavistik zu studieren. Nach dem Umzug nach Wien war sie einige Jahre in der Buchhandelsbranche im Großhandel tätig, später in einer kleinen, privaten Buchhandlung.
Im November 2018 wurde sie im Rahmen des Krimi-Festivals Mord am Hellweg für ihren Thriller So dunkel der Wald mit dem zum ersten Mal verliehenen und von Sebastian Fitzek gestifteten Viktor Crime Award ausgezeichnet. Darin erzählt Kastel vom Schicksal von Kindern, die in die Fänge eines Kinderschänders geraten sind. 2019 legte sie mit Worüber wir schweigen ihren zweiten Thriller im Emons Verlag vor. Ihr 2020 veröffentlichter Thriller Ich bin der Sturm landete 2021 auf der Longlist des Crime Cologne Awards.

## Publikationen (Auswahl)
- 2009: Helenas Renaissance, Novum Pro, Neckenmarkt/Wien/München, ISBN 978-3-85022-976-0
- 2015: Hinter dem Spiegel, Thriller, Edel Elements, 2015, ISBN 978-3-95530-718-9
- 2017: Die Sterblichkeit der Seele, Liebesroman, Pro-Talk-Verlag, Königswinter 2017, ISBN 978-3-939990-32-1
- 2018: So dunkel der Wald, Thriller, Emons Verlag, Köln 2019, ISBN 978-3-7408-0293-6
- 2019: Worüber wir schweigen, Thriller, Emons Verlag, Köln 2019, ISBN 978-3-7408-0643-9
- 2020: C'est la fucking vie, mit Illustrationen von Alexander Kopainski, Ueberreuter-Verlag, Berlin 2020, ISBN 978-3-7641-7099-8
- 2020: Ich bin der Sturm, Thriller, Emons Verlag, Köln 2020, ISBN 978-3-7408-0914-0
- 2021: Mit mir die Nacht, Thriller, Emons Verlag, Köln 2021, ISBN 978-3-7408-1255-3[6]
- 2022: Kaltes Herz fast Eis, Roman, Emons Verlag, Köln 2022, ISBN 978-3-7408-1242-3
- 2023: Unsterblich, Thriller, Heyne, München 2023, ISBN 978-3-4534-2759-4

## Auszeichnungen und Nominierungen (Auswahl)
- 2018: Viktor Crime Award für So dunkel der Wald[2]
- 2021: Longlist des Crime Cologne Awards mit Ich bin der Sturm[5]